# Nessiara
Nessiara är ett släkte av skalbaggar. Nessiara ingår i familjen plattnosbaggar.

## Dottertaxa tillNessiara, i alfabetisk ordning[1]
- Nessiara apicalis
- Nessiara apicenota
- Nessiara armata
- Nessiara bidens
- Nessiara bistrio
- Nessiara centralis
- Nessiara cethis
- Nessiara cognata
- Nessiara didyma
- Nessiara difficilis
- Nessiara flavosignata
- Nessiara gibba
- Nessiara gulosa
- Nessiara hians
- Nessiara histria
- Nessiara histrio
- Nessiara hortulana
- Nessiara illaxa
- Nessiara lineola
- Nessiara longicollis
- Nessiara macassarensis
- Nessiara megastomis
- Nessiara moluccarum
- Nessiara mosonica
- Nessiara munda
- Nessiara niasica
- Nessiara olivacea
- Nessiara oluccarum
- Nessiara optica
- Nessiara philippinensis
- Nessiara robusta
- Nessiara sellata
- Nessiara sellifera
- Nessiara stomphax
- Nessiara tessellata
- Nessiara variegata
- Nessiara vatia